# 유주안
유주안(柳宙岸, 1998년 10월 1일~)는 대한민국의 축구 선수로 포지션은 공격수이며 현재 남양주 FC에 소속되어 있다.

### 어린 시절
유주안은 형들을 따라 취미반에서 축구를 시작했다. 그리고 초등학교 4학년 때 광명 광덕초등학교에서 본격적으로 축구선수의 길을 걷게 됐다. 이후 수원삼성 U-12 팀 매탄중학교 축구부에 진학한 그는 중학교 1학년 때부터
꾸준히 청소년 대표팀에 발탁되며 두각을 나타냈다. 그러나 2014년부터 크고 작은 부상에 시달리며 실력이 주춤했다. 대표팀 내에서 선발이 아닌 후반 조커로 투입되며 많은 출전시간을 얻지 못한 것도 유주안에게는 독이었다.
2014년 AFC U-16 챔피언십에서는 6경기에 나서 1골을 넣는데 그쳤다. 하지만 매탄고등학교 축구부에서 배출한 10번 출신으로써 미래가 기대되었던 선수였다.

## 구단 경력

### 수원 삼성 블루윙즈
2017년, 서정원 감독은 R리그와 연습경기를 확인한 뒤 그 활약을 토대로 정식계약이 완료되었다.
R리그에서 주로 출전한 유주안은 최근 안산 그리너스 R리그 팀과의 경기에서 헤트트릭을 기록하기도 했다.
또 1군팀의 캡틴 염기훈이 무릎 타박상으로 컨디션이 100%에 이르지 못한모습인 나머지 이에 힘입어 서정원감독은 2017년 6월 27일 16라운드 강원 FC와의 경기에 선발로 뛰며 크로스로 조나탄의 골에 도움 하나를 만 18세의 나이로 데뷔 3분만에 기록했다. 이후 전반 45분에는 조나탄의 도움을 받아 왼발로 데뷔골을 터뜨렸다.
그 이후 대구스타디움에서 열린 대구와의 17라운드에서 2경기 연속골에 성공하였다.